# Jack DeJohnette

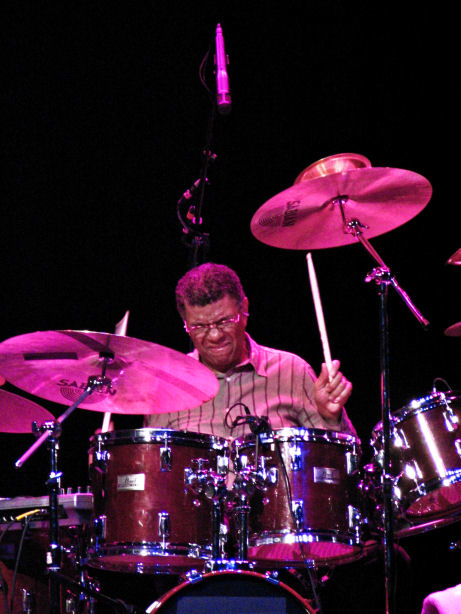
DeJohnette, año 2006.

Jack DeJohnette (Chicago, EE. UU., 9 de agosto de 1942) es un baterista de jazz. Es asimismo pianista y compositor.
Se da a conocer como miembro de la banda de Charles Lloyd, un grupo que incluye al pianista Keith Jarrett. Después de grabar dos discos con Jackie McLean, Herbie Hancock, Joe Henderson, y Bill Evans, en 1968, se integra en la banda de Miles Davis (1969 a 1972). Durante su época con Davis, también graba discos con Wayne Shorter, Chick Corea, Lee Konitz, Miroslav Vitous y Freddie Hubbard, entre muchos otros. Al dejar la banda de Davis,  graba con artistas de la talla de  Sonny Rollins, Stanley Turrentine, Keith Jarrett, Cannonball Adderley y McCoy Tyner.

## Discografía selecta

### Como líder
- The DeJohnette Complex (1968)
- Ruta and Daitya (con Keith Jarrett) (1972)
- Sorcery (1974)
- Pictures (1976)
- New Directions (1978) (con John Abercrombie, Lester Bowie y Eddie Gómez)
- Special Edition (1979) (con Arthur Blythe y David Murray)
- Album Album (1984)
- In Our Style (con David Murray) (1986)
- Audio-Visualscapes (1988)
- Parallel Realities (1990) con Pat Metheny
- Dancing with Nature Spirits (1995)
- Oneness (1997)
- Invisible Nature (con John Surman) (2000)
- Music in the Key of Om (2005), nominado en 2006 Grammy como Best New Age Album
- Music from the Hearts of the Masters (con Foday Musa Suso) (2005)
- The Ripple Effect (con Ben Surman and Foday Musa Suso) (2005)
- Hybrids (with Ben Surman and Foday Musa Suso) (2005)
- The Elephant Sleeps but Still Remembers (con Bill Frisell) (2006)
- Oneness (2007)
- Peace time (2008)
- Music we are (2009)
- Sound Travels (2012)

### Como músico de sesión
Con Gateway
Trío con John Abercrombie y Dave Holland
- Gateway (1975)
- Gateway 2 (1977)
- Homecoming (1994)
- In The Moment (1994)

Con Jackie McLean
- Jacknife (1966)
- Demon's Dance (1967)

Con Charles Lloyd
- Dream Weaver (1966)
- Forest Flower (1966)
- Charles Lloyd in Europe (1966)
- The Flowering (1966)
- Love-In (1967)
- Journey Within (1967)
- Charles Lloyd in the Soviet Union (1967)
- Soundtrack (1968)

Con Herbie Hancock
- Blow-Up (1966)
- The New Standard (1996)

Con Miles Davis
- Directions (1968–70)
- Bitches Brew (1969)
- Miles Davis at Fillmore: Live at the Fillmore East (1970)
- Live-Evil (1970)
- Big Fun (1970)
- Black Beauty: Live at the Fillmore West (1970)
- Live at the Fillmore East, March 7, 1970: It's About that Time (1970)
- A Tribute to Jack Johnson (1970)
- Circle in the Round (1970)
- On the Corner (1972)

Con Joe Henderson
- Tetragon (1968)
- Power to the People (1969)
- Black is the Color (1973)
- Multiple (1973)
- Double Rainbow: The Music of Antonio Carlos Jobim (1995)

Con Bill Evans
- Bill Evans at the Montreux Jazz Festival (1968)

Con Wayne Shorter
- Super Nova (1969)
- Tribute to John Coltrane: Live under the Sky (1987)

Con Chick Corea
- Is (1969)
- Sundance (1969)

Con Lee Konitz
- Peacemeal (1969)
- Satori (1974)

Con Miroslav Vitous
- Infinite Search (1969)
- Magical Shepard (1976)
- Universal Syncopations (2003)

Con Freddie Hubbard
- Straight Life (1970)
- First Light (1971)
- Freddie Hubbard/Stanley Turrentine In Concert Volume One (1974)
- In Concert Volume Two (1974)
- Polar AC (1975)
- Super Blue (1978)

Con Joe Farrell
- Joe Farrell Quartet (1970)
- Moon Germs (1972)

Con George Benson
- Beyond the Blue Horizon (1971)
- Body Talk (1972)

Con Hubert Laws
- The Rite of Spring (1971)

Con Joe Zawinul
- Joe Zawinul (1971)

Con Sonny Rollins
- Next Album (1972)
- Reel Life (1982)
- Falling in Love with Jazz (1989)
- Here's to the People (1991)
- [Old Flames (1993)
- Sonny Rollins + 3 (1996)
- This Is What I Do (2000)

Con John Abercrombie
- Timeless (1974)
- Night (1984)

Con Steve Kuhn
- Trance (1974)

Con Alice Coltrane and Carlos Santana
- Illuminations (1974)

Con Keith Jarrett
- Ruta and Daitya (1975)
- Standards, Vol. 1  (1983)
- Standards, Vol. 2  (1983)
- Changes (1983)
- Standards Live (1985; en directo)
- Still Live (1986; en directo)
- Changeless (1987; en directo)
- Standards in Norway (1989; en directo)
- Tribute] (1989; en directo)
- The Cure (1990; en directo)
- Bye Bye Blackbird (1991)
- Keith Jarrett at the Blue Note (1994)
- Tokyo '96 (1996)
- Whisper Not (1999)
- Inside Out (2000)
- Always Let Me Go (2001; en directo)
- The Out-of-Towners (2001; live recording)
- Up for It - Live in Juan-les-Pins, July 2002 (July 2002; en directo)
- My Foolish Heart (en directo en el Montreux Jazz Festival 2001)
- Setting Standards - New York Sessions (2008)
- Yesterdays (2009)

Con Kenny Wheeler
- Gnu High (1975)
- Deer Wan (1977)
- Double, Double You (1983)

Con Cannonball Adderley
- Lovers (1975)

Con Stanley Turrentine
- Have You Ever Seen the Rain (1975)

Con Collin Walcott
- Cloud Dance (1976)

Con Michael Mantler
- The Hapless Child and Other Inscrutable Stories (1976)

Con McCoy Tyner
- Supertrios (1977)
- Together (1979)
- 13th House (1982)

With Gary Peacock
- Tales of Another (1977)
- Voice From The Past - Paradigm (1981)

With Bill Connors
- Of Mist and Melting (1977)

With Jan Garbarek
- Places (1977)

With Terje Rypdal
- Terje Rypdal/Miroslav Vitous/Jack DeJohnette (1978)
- To Be Continued (1981)

With Ralph Towner
- Batik (1978)

With Joanne Brackeen
- Keyed In (1979)
- Special Identity (1981)

Con John McLaughlin
- Electric Guitarist (1978)

Con Pat Metheny
- 80/81 (1980)
- Song X (1985) con Ornette Coleman

Con John Surman
- The Amazing Adventures of Simon Simon (1981)
- Invisible Nature (2000)
- Free and Equal (2001)
- Brewster's Rooster (2008)

Con Chico Freeman
- The Outside Within (1981)
- Freeman & Freeman (1981)
- Tradition in Transition (1982)

Con Michael Brecker
- Michael Brecker (1986)
- Tales from the Hudson (1996)
- Don't Try This at Home (1998)
- Nearness of You (2000)
- Pilgrimage (2007)

Con Eliane Elias
- Cross Currents (1987)

Con Dave Holland
- Triplicate (1988)

Con John Scofield
- Time on my Hands (1989)

Con Joe Lovano
- Universal Language (1992)

Con Steve Swallow
- Real Book (1993)

Con Steve Khan
- Got My Mental (1996)

Con Geri Allen
- The Life of a Song (2004)

### Multimedia
- "Miles Runs The Voodoo Down"
- Jack DeJohnette, en la emisión del 13 de nov. de 1985 del programa de La 2 (TVE) Jazz entre amigos.
- Pat Metheny, Herbie Hancock, Dave Holland y Jack DeJohnette, en emisiones de 1991 del mismo programa, en las que se ofrecía la actuación en la ed. de 1990 del Festival de Jazz de Vitoria. 
  - 1ª, del 2 de marzo.
  - 2ª, del 1 de junio.

- Datos: Q349146
- Multimedia: Jack DeJohnette / Q349146